# Víctor Manuel Ochoa Cadavid

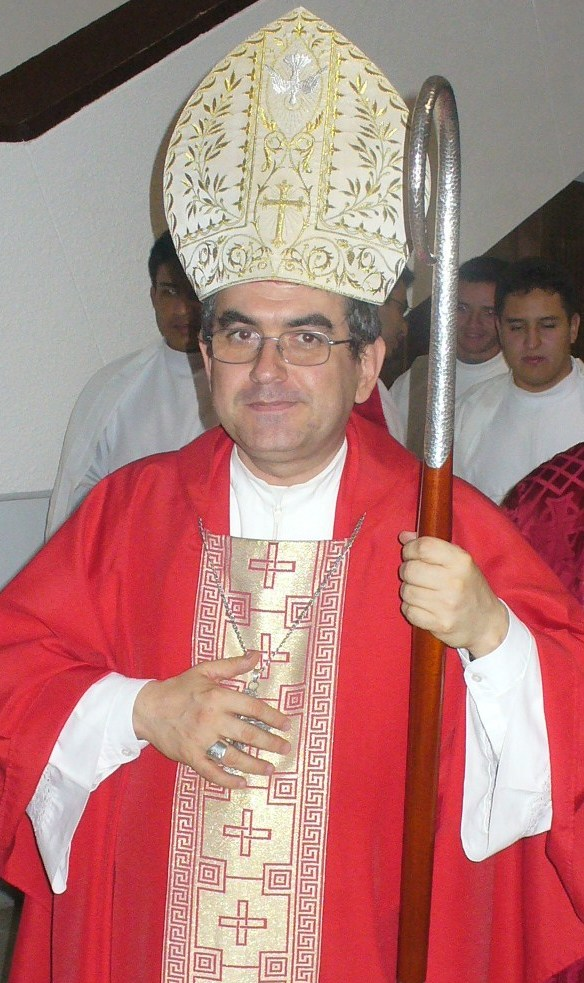
Bischof Victor Ochoa Cadavid (Oktober 2008)

Bischofswappen

Víctor Manuel Ochoa Cadavid (* 18. Oktober 1962 in Bello; † 1. Juni 2025) war ein kolumbianischer Geistlicher und römisch-katholischer Militärbischof von Kolumbien.

## Leben
Víctor Manuel Ochoa Cadavid besuchte die Grundschule Marco Fidel Suárez in Bello und das Gymnasium an der Universidad de Antioquia. Anschließend studierte er Philosophie und Theologie am Priestersseminar in Medellín. Papst Johannes Paul II. spendete ihm am 5. Juli 1986 während des apostolischen Besuchs in Kolumbien die Priesterweihe für das Erzbistum Medellín. Er war Pfarrvikar des Heiligtums von Sabaneta (Antioquia), stellvertretender Sekretär des Ökonomen des Priestersseminars von Medellín sowie Lehrer am Seminar. Während seines philosophischen Doktoratsstudiums an der Päpstlichen Universität Heiliger Thomas von Aquin (Angelicum) in Rom war er auch Studienassistent der Päpstlichen Kommission für Lateinamerika sowie Direktor des Ausbildungshauses des Erzbistums Medellín in Rom und des Domus Internationalis Paulus VI. Am 15. April 1995 verlieh ihm der Papst den Titel Kaplan Seiner Heiligkeit.
Papst Benedikt XVI. ernannte ihn am 24. Januar 2006 zum Titularbischof von San Leone und Weihbischof in Medellín. Die Bischofsweihe spendete ihm der Kardinalpräfekt der Kongregation für die Bischöfe und Präsident der Päpstlichen Kommission für Lateinamerika, Giovanni Battista Re, am 1. April desselben Jahres; Mitkonsekratoren waren Alberto Giraldo Jaramillo PSS, Erzbischof von Medellín, und Beniamino Stella, Apostolischer Nuntius in Kolumbien. Als Wahlspruch wählte er In Nomine Iesu Christi („Im Namen Jesu Christi“).
Am 24. Januar 2011 wurde er zum Bischof von Málaga-Soatá ernannt und am 5. März desselben Jahres in das Amt eingeführt. Papst Franziskus ernannte ihn am 24. Juli 2015 zum Bischof von Cúcuta.
Am 7. Dezember 2020 ernannte ihn Papst Franziskus zum Militärbischof von Kolumbien. Die Amtseinführung erfolgte am 30. Januar 2021.
In der der Kolumbianischen Bischofskonferenz (CEC) war Ochoa Vorsitzender der bischöflichen Glaubenskommission und Mitglied des Wirtschaftsausschusses. Er leitete außerdem den Aufsichtsrat der MASC-Stiftung (Kolumbianische Priesterhilfe), die sich für das Wohl emeritierter Priester und Bischöfe einsetzt. Als Bischof von Cúcuta an der Grenze zu Venezuela zeichnete er sich durch seine unermüdliche Arbeit für Migranten, Vertriebene und gefährdete Gemeinschaften in dieser Grenzregion aus. Angesichts der humanitären Krise, die durch die große Zahl venezolanischer Flüchtlinge aus dem Land verursacht wurde, förderte er in Abstimmung mit der Caritas der Diözese und internationalen Organisationen die Schaffung von Notunterkünften, Suppenküchen und Betreuungszentren. Er förderte außerdem Programme zur Legalisierung der Einwanderung und Rechtsbeistand.